# Ли Чжон Ок
Ли Чжон Ок(кор. 리종옥); (10 января 1916, Чхонджин, Хамгён-Пукто, Японская Корея — 23 сентября 1999, Пхеньян, КНДР) — северокорейский государственный и политический деятель, председатель Административного Совета (премьер-министр) КНДР в 1977—1984 годах.

## Биография
Родился в крестьянской семье. В 1940 г. окончил Харбинский технологический институт. 
В 1944 г. стал участником антияпонского движения, вплоть до освобождения страны сражался в рядах партизанской армии.
После освобождения — директор текстильной фабрики.
В созданной в 1948 году Корейской Народно-Демократической Республике (КНДР) сразу был избран депутатом в Верховное народное собрание КНДР.

### Партийные должности
В апреле 1956 года был избран в ЦК ТПК, где занимался контактами со странами советского блока и СССР.
Оставался членом ЦК до своей смерти в 1999 году с перерывом в 1970—1972 годах.
В 1956—1961 и в 1972—1977 годах — кандидат в члены Политкомитета, в 1961—1970 гг. и с 1977 г. — член Политкомитета ЦК ТПК.
С июля 1959 года — заместитель председателя ЦК Трудовой партии Кореи (ТПК).

### Государственные должности
- С сентября 1948 года — министр торговли КНДР.
- В 1951—1955 годах — министр легкой промышленности.
- В 1956—1959 годах — председатель Госплана.
- В 1960—1970 годах — заместитель председателя Административного Совета, одновременно назначался
  - председателем Комитета тяжелой промышленности (1960—1962)
  - министром металлургической и химической промышленности (1962—1964)
  - президентом Академии наук (1965—1967)
  - министром энергетической и угольной промышленности (1969—1970)
- С 1972 года — министр горной промышленности, также в 1972—1976 гг. — председатель Комитета тяжёлой промышленности.
- В 1976—1977 годах — заместитель Председателя Административного совета КНДР.
- С декабря 1977 до 1984 года — Председатель Административного совета (премьер-министр)
- В январе 1984—1998 годах — вице-президент КНДР.
- С 1988 года председатель национального комитета по научным вопросам.
- В сентябре 1998 года избран заместителем Председателя Верховного народного собрания КНДР.

## Избранные речи
- Ri Dschong Ok: Grußansprache an den XI. Parteitag der Sozialistischen Einheitspartei Deutschlands. (in: Protokoll des XI. Parteitages der Sozialistischen Einheitspartei Deutschlands. Dietz Verlag Berlin 1986. ISBN 3-320-00663-0)